# Pal·li

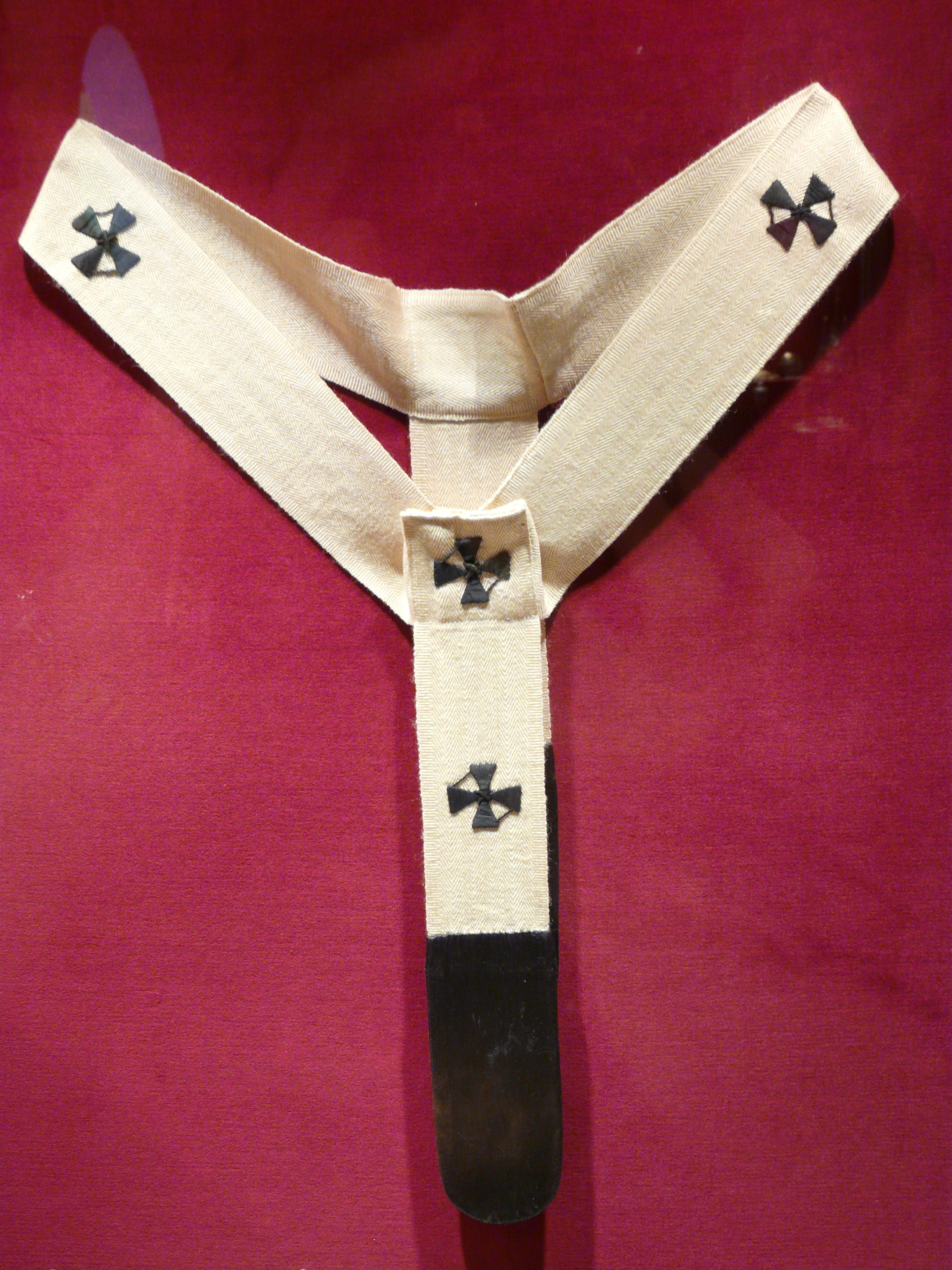
Pal·li catòlic

Un pal·li (Pallium) era un mantell rectangular o quasi quadrat (que podia ser dividida fàcilment en quatre parts).
Era un ornament entre les nacions de l'Europa del nord i es va usar tot primer sense cap procés especial, sense ajut de sastre; la tela era generalment blanca, però també podia ser grisa, carabassa i alguna altra color. Després es va perfeccionar i es va fer de dos colors, i de color daurada pels casos d'especial luxe. Generalment el pal·li acabava per perdre el seu ús sense intervenció del sastre encara que de vegades es feia brodar.
Cal considerar pal·li com un terme genèric que pot incloure diversos models segons els materials i els pobles. Els grecs i romans generalment era de llana però hi havia altres materials (lli i cotó principalment). El seu origen era egipci, dels quals va passar als hebreus i als grecs i d'aquests als romans.
No sempre s'aplicava coma ornament personal, sinó també als llits o per a cobrir el cos a la nit (de vegades el mateix ornament diürn servia com a complement al llit a la nit), com estores, penjat a les portes obertes com a cortines, als banys (per a eixugar-se o rentar-se, generalment de lli i conegudes com a sabanum) i com a senyal (Agamèmnon a la Ilíada utilitza una tela porpra com a bandera). També s'usaven pal·lis als vaixells de vela quan es produïa algun accident i les veles es perdien. S'utilitzaven pal·lis per a protegir elements que es guardaven en gel, per embolicar als nounats, com a ornament damunt de la túnica d'algunes persones (rarament sense túnica sota, puix que això indicava pobresa), etc. A Àsia alguns cavalls i altres animals eren guarnits amb pal·lis en ocasió de cerimònies.
L'ús primer del pal·li fou segurament la protecció contra el fred i com a decoració personal. L'equivalent seria el sagum de diverses nacions del nord d'Europa, com els escots, els gals i altres. Els grecs i romans portaven pal·li diferent a l'hivern i a l'estiu. El pal·li dels filòsofs fou en general característic. Sota l'Imperi Romà la toga va substituir el pal·li. Un palliatus (o sagatus) en lloc d'un togatus distingia una persona educada d'una persona de maneres bàrbares. Cecina al seu retorn de Germània va ofendre els romans (togatus) adreçant-s'hi en pal·li o sagum.

## Pal·li cristià

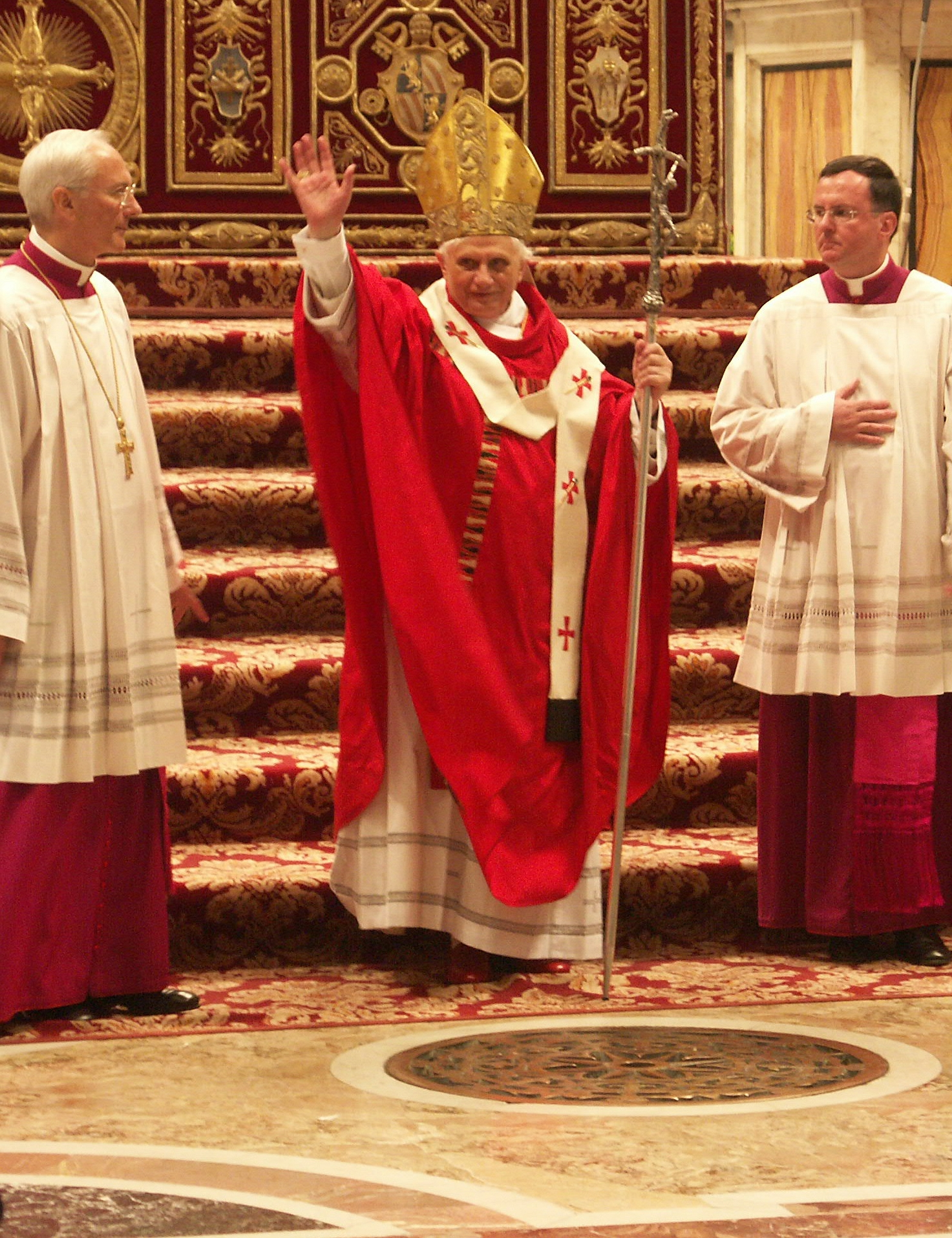
Benet XVI duu un pal·li.

El pal·li és un ornament del Papa i dels metropolitans durant la Missa. Té la forma d'una faixa circular que carrega sobre els muscles i de la qual pengen davant el pit i a l'esquena dues tires rectangulars, tot de llana blanca, destacant-s'hi sis creus negres.
Entre les vàries opinions que s'han tingut sobre el seu origen sembla la més raonable la que suposa que es tracta d'una imitació del omophorion grec, ornament que d'ençà de la primeria del segle v duien els bisbes d'Orient com a emblema de la seva dignitat i ofici pastoral, simbolitzant l'ovella que va sobre els muscles del bon pastor. A Occident, va ser ornament propi del Summe Pontífex ja al segle v ençà i per concessions particulars del segle vi ençà, va arribar a ser com ordinari dels arquebisbes a partir del segle ix. El pal·li era un signe de la comunió amb Roma i de coordinació amb les esglésies locals sufragànies de determinades diòcesis.
Al principi, el pal·li consistia en una peça de vestidura que es replegava a manera de banda, però molt de temps després a partir del segle vi, va prendre la forma de cinta i d'ençà del segle ix al segle x s'hi va donar una forma gairebé idèntica a l'actual essent sis el nombre de creus a partir del segle xv.
Així mateix també dona nom al dosser (l'ornament que hom col·loca formant sostre) sostingut amb quatre o més vares llargues per a aixoplugar, en les processons, el sacerdot que porta la custòdia o el bisbe en l'entrada a les esglésies o als llocs de la seva jurisdicció.